# Ópera-ballet
La ópera-ballet es un género lírico practicado en Francia en el siglo XVIII, basado en el ballet cortesano.
Traspasando la tragedia lírica, de la que provienen sus principios, la ópera-ballet, es un puro divertimento. Puede componerse de un prólogo (facultativo) y de varios actos (entre 3 y 5) en los que las intrigas, generalmente simplificadas, y los sentimientos amorosos son independientes los unos de los otros, pero unidos por un tema común. Un lugar preponderante lo ocupan los intermedios danzados cuyo pretexto se ve reforzado por la acción.
Basado en el ballet cortesano, la ópera-ballet se distingue de la tragedia lírica porque reduce al máximo la acción cantada a favor de la danza.
Una de las primeras óperas-ballet fue compuesta por André Campra: La Europa galante (1689). El éxito de la misma fue copiado por varios autores, el más conocido de ellos Rameau con Las Indias galantes que describían las aventuras amorosas en distintos países exóticos (Turquía, Persia, Imperio inca, América del Norte) y que constituyeron, a la vez, una de sus obras maestras, con la música más completa en este género. La música es suntuosa. Pero Rameau compuso varias obras más de este género: Les Fêtes d’Hébé, Les Fêtes de Polymnie, Le Temple de la Gloire, Les fêtes de l’Hymen et de l’Amour, Les Surprises de l’Amour.
Louis de Cahusac, el mejor libretista de Rameau y uno de los principales poetas de las óperas-ballet, puso en escena personajes contemporáneos, soslayando a los héroes mitológicos tan apreciados por la tragedia musical. Mezclando comedia y fantasía, diversos decorados y trajes (que se cambiaban en cada entrée), la ópera-ballet es, también, narrativa, y la acción dramática puede, en ocasiones, tomar la forma de verdaderos ballets pantomima.